# 1778
| 1778               |
| ------------------ |
| Dødsfald - Fødsler |
| • Begivenheder     |

| Gregoriansk kalender | 1778 MDCCLXXVIII        |
| Ab urbe condita      | 2531                    |
| Armensk kalender     | 1227 ԹՎ ՌՄԻԷ            |
| Kinesiske kalender   | 4474 – 4475 丁酉 – 戊戌 |
| Etiopisk kalender    | 1770 – 1771             |
| Jødisk kalender      | 5538 – 5539             |
| Hindukalendere       |                         |
| - Vikram Samvat      | 1833 – 1834             |
| - Shaka Samvat       | 1700 – 1701             |
| - Kali Yuga          | 4879 – 4880             |
| Iransk kalender      | 1156 – 1157             |
| Islamisk kalender    | 1192 – 1193             |

Konge i Danmark: Christian 7. 1766 – 1808
Se også 1778 (tal)

## Begivenheder
- 15. marts - Kaptajn James Cook opdager Nootka Sound ved Vancouver Island
- 26. november - Kaptajn James Cook opdager Sandwich-øerne

## Født
- 31. marts – Coenraad Jacob Temminck, nederlandsk zoolog (død 1858)
- 7. juni – Beau Brummell, britisk dandy (død 1840).

## Dødsfald
- 10. januar – Carl von Linné – svensk botaniker. 70 år
- 2. juli – Jean-Jacques Rousseau, fransk filosof fra oplysningstiden.